# Hemiphaga chathamensis
La paloma de las Chatham o parea en moriori (Hemiphaga chathamensis) es una especie de ave columbiforme de la familia Columbidae endémica de la islas Chatham. Anteriormente se consideraba una subespecie de la paloma maorí (Hemiphaga novaeseelandiae) pero en la actualidad se considera una especie separada.